# Coleophora kolymella
Coleophora kolymella é uma espécie de mariposa do gênero Coleophora pertencente à família Coleophoridae.